# Parafia Wniebowzięcia Najświętszej Maryi Panny w Mierczycach
Parafia pw. Wniebowzięcia Najświętszej Maryi Panny w Mierczycach – parafia w dekanacie jaworskim, w diecezji Legnickiej. Jej proboszczem jest ks. Mirosław Wątruch.
W skład parafii wchodzą kościoły w Mierczycach, Wądrożu Wielkim oraz Granowicach.

## Kościół Wniebowzięcia Najświętszej Maryi Panny w Mierczycach
Zasugerowano, aby ta sekcja została przeniesiona do artykułu Kościół pw. Wniebowzięcia NMP w Mierczycach. (dyskusja)
Wczesnogotycki kościół (obecnie parafialny pw. Wniebowzięcia NMP) wzmiankowany był już w 1335 roku jako "ecclesia de Marticz". Pod koniec XV w. dobudowano wieżę i przebudowano zakończenie prezbiterium. W XVIII w. protestanci dobudowali zakrystię i przybudówkę, nadając mu barokowy charakter.
Jest to jednonawowa budowla murowana z kamienia łamanego z prostokątną nawą (12,35 x 8,95 m) przekrytą stropem i nakrytą dachem dwuspadowym krytym dachówką. Węższe (5,80 m), oskarpowane, pięciobocznie zamknięte, przesklepione prezbiterium również nakryte dachem jedno kalenicowym. Na osi wieża założona w późnym średniowieczu na planie kwadratu, górą przechodząca w oktagonon, zwieńczona barokowym hełmem z dwoma prześwitami. W kruchcie ostrołukowy portal z II poł. XIII w. wykonany z ciosów piaskowca.
Z gotyckiego kościoła zachowały się mury nawy i częściowo prezbiterium. W południowej ścianie nawy jest osadzony piaskowcowy portal ostrołukowy (pozwala on datować pierwotny kościół na koniec XIII w.) z parą kolumienek ze spłaszczonymi bazami na wysokim ośmiobocznym cokole, z profilowanymi uskokami. W kościelne są odrestaurowane i udostępnione do użytku dwa balkony po obu stronach ołtarza i trwają prace rekonstrukcji drugiego chóru, który został zlikwidowany po drugiej wojnie światowej. Na kościelnej wieży znajdują się także zegary. Przy kościele znajduje się również cmentarz przykościelny, z XIII w.